# Turheniewka (obwód dniepropetrowski)
Turheniewka (ukr. Тургенєвка) – wieś na Ukrainie, w obwodzie dniepropetrowskim, w rejonie synelnykowskim, w hromadzie Sławhorod. W 2001 liczyła 512 mieszkańców.